# Хардемен (округ, Техас)
Хардемен (англ. Hardeman County) — округ, расположен в США, в штате Техас. Официально образован в 1889 году и назван в честь братьев Хардемен, Бэйли и Томаса Джонса — первопоселенцев, юристов и политиков, участвовавших в разработке и принятии техасской декларации о независимости. По состоянию на 2000 год, численность населения составляла 4724 человек. Окружным центром является город Куана, где и проживает большинство населения.
Округ Хардемен входит в число 46 округов Техаса с действующим сухим законом или ограничениями на продажу спиртных напитков.

## География
По данным Бюро переписи США, общая площадь округа равняется 1805 км², из которых 1801 км² суша и 4 км² или 0,23 % это водоёмы.

### Соседние округа
- Джэксон (северо-восток)
- Котл (юго-запад)
- Уилбаргер (восток)
- Форд (юг)
- Хармон (север)
- Чилдресс (запад)

## Демография
По данным переписи населения 2000 года в округе проживало 4724 жителей, в составе 1943 хозяйств и 1319 семей. Плотность населения была 3 человека на 1 квадратный километр. Насчитывалось 2358 жилых домов, при плотности покрытия 1 постройка на 1 квадратный километр. По расовому составу население состояло из 85,41 % белых, 4,83 % чёрных или афроамериканцев, 0,76 % коренных американцев, 0,3 % азиатов, 7,09 % прочих рас, и 1,61 % представители двух или более рас. 14,5 % населения являлись испаноязычными или латиноамериканцами.
Из 1943 хозяйств 29,9 % воспитывали детей возрастом до 18 лет, 54,7 % супружеских пар живших вместе, в 10,4 % семей женщины проживали без мужей, 32,1 % не имели семей. На момент переписи 29,5 % от общего количества жили самостоятельно, 18 % лица старше 65 лет, жившие в одиночку. В среднем на каждое хозяйство приходилось 2,4 человека, среднестатистический размер семьи составлял 2,97 человека.

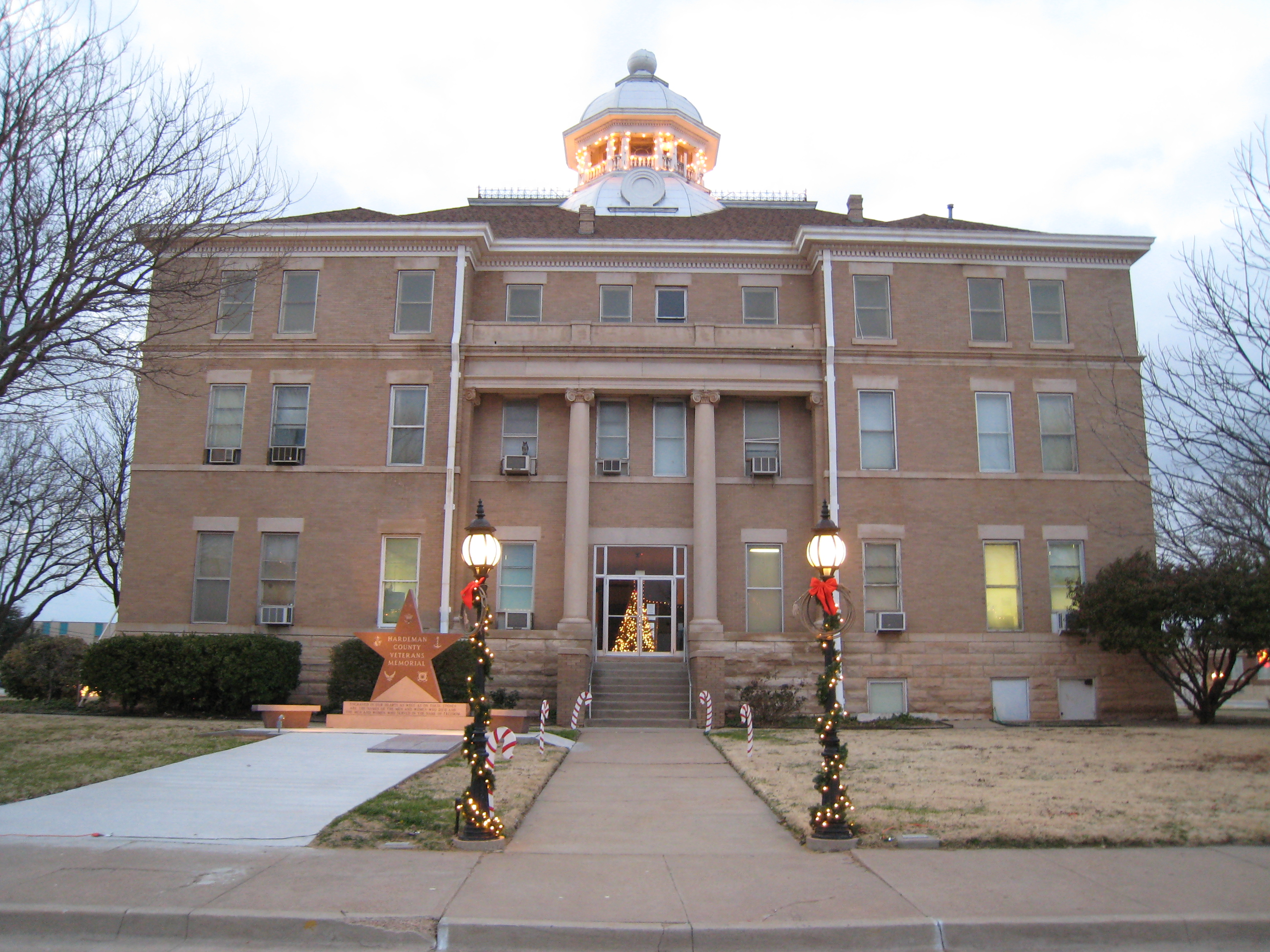
Здание окружного суда в Куане

Показатели по возрастным категориям в округе были следующие: 25,4 % жители до 18 лет, 7,5 % от 18 до 24 лет, 22,6 % от 25 до 44 лет, 24,3 % от 45 до 64 лет, и 20,2 % старше 65 лет. Средний возраст составлял 41 год. На каждых 100 женщин приходилось 89,4 мужчин. На каждых 100 женщин в возрасте 18 лет и старше приходилось 85,2 мужчины.
Средний доход на хозяйство в округе составлял 28 312 $, на семью — 33 325 $. Среднестатистический заработок мужчины был 26 683 $ против 18 566 $ для женщины. Доход на душу населения был 16 824 $. Около 14,6 % семей и 17,8 % общего населения находились ниже черты бедности. Среди них было 26 % тех кому ещё не исполнилось 18 лет, и 13,4 % тех кому было уже больше 65 лет.

## Населённые пункты

### Города
- Куана
- Чилликоти

### Заброшенные населённые пункты
- Медисин-Маунд

## Промышленность
В 6 милях (9,7 км) к западу от Куаны, на территории небольшой общины Акме работает гипсовый завод компании Georgia-Pacific.

## Политическая ориентация
На президентских выборах 2008 года Джон Маккейн получил 75,17 % голосов избирателей против 23,39 % у демократа Барака Обамы.
В Техасской палате представителей округ Хардемен числится в составе 68-го района. Интересы округа представляет республиканец Дрю Спрингер из Манстера.

## Образование
Образовательную систему округа составляют следующие учреждения:
- школьный округ Куана[5]
- школьный округ Чилликоти[6]

## Достопримечательности
В 19 километрах к югу от Куаны находится государственный парк Коппер-Брейкс, находящийся под юрисдикцией Техасского департамента парков и дикой природы. Парк расположен неподалёку от реки Пис и считается одним из ареаловтехасского длиннорогого буйвола.
В шести милях (9,7 км) к востоку от Куаны имеется озеро Паулайн.

## Галерея
|                          |                       |                                                                                           |
| Здание почты в Чилликоти | Карта Куаны 1890 года | Памятник Куане Паркеру последнему вождю команчей-квахади, в честь которого и назван город |